# Спиральный клапан

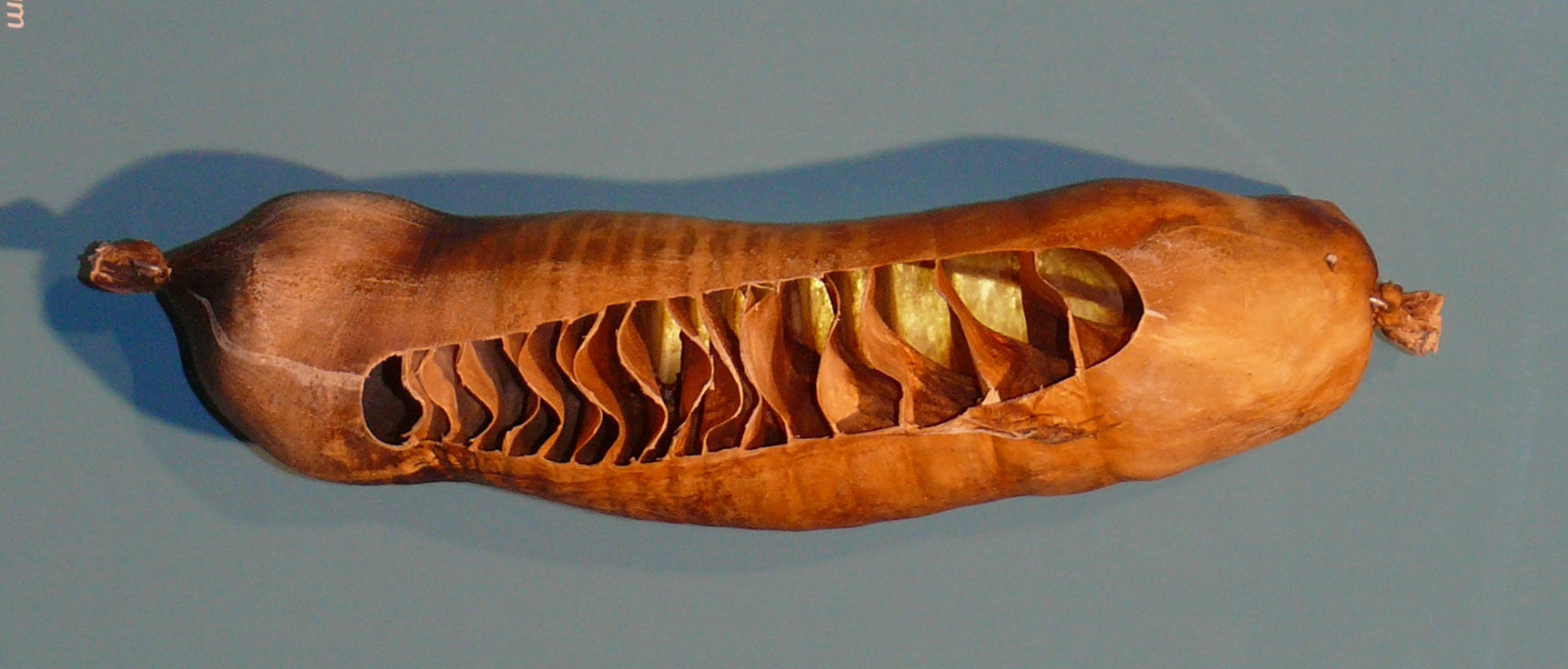
Высушенный фрагмент средней кишки акулы-няньки. Часть кишки срезана так, что виден спиральный клапан

Спиральный клапан — внутренний орган, характерный для нескольких отрядов рыб и круглоротых. Представляет собой спирально завитую внутрь складку толстой кишки, образующую до 40 и даже 45 оборотов, соединена с клоакой.
Спиральный клапан имеется у рыб, древних по происхождению — хрящевых (акул, скатов и химер) и некоторых костных — лопастепёрых и ганоидных (осетрообразных, многопёрообразных, амиеобразных, панцирникообразных). Небольшой спиральный клапан есть у круглоротых, хотя развит он весьма слабо. В виде незначительного рудимента он встречается также у некоторых сельдеобразных (Chirocentrus).
Особенно развит он у акул и скатов. У всех этих рыб длина кишечника невелика: так, у акул длиной 3 м она составляет только 2,7 м (у человека около 8 м), так что спиральный клапан значительно увеличивает всасывающую поверхность кишечника. Кроме того, этот орган существенно замедляет прохождение пищи по кишке, что увеличивает продолжительность всасывания. У акул и скатов обычно желудок практически сразу переходит в спиральный клапан, который, в свою очередь, открывается в прямую кишку. Сильно развитый спиральный клапан — одна из наиболее характерных анатомических черт акул и скатов.